# Robert Lawson
Pour les articles homonymes, voir Robert Lawson (homonymie).
Robert Arthur Lawson (né le 1er janvier 1833 à Newburgh en Écosse ;  mort le 3 décembre 1902 dans la région de Canterbury, en Nouvelle-Zélande) est considéré comme l'un des architectes néo-zélandais les plus influents du XIXe siècle. On dit[Qui ?] qu'il a façonné l'apparence des villes néo-zélandaises à l'époque victorienne comme aucun autre avec sa vaste œuvre de bâtiments néo-gothiques et classiques. Il a dressé les plans de plus de quarante églises, dont la première église néo-gothique à Dunedin et ceux du  « château » de Nouvelle-Zélande , le château de Larnach. La plupart des bâtiments qui existent encore aujourd'hui se trouvent dans la région autour de la ville néo-zélandaise de Dunedin.

## Biographie

### Jeunesse
Robert Lawson était le quatrième enfant de James Lawson, un charpentier, et de sa femme Margaret. Le jeune Lawson a d'abord fréquenté une école paroissiale locale. Il l'étudie ensuite d'abord à Perth (Ecosse) puis à Edimbourg. A 21 ans, il émigre d'abord à Melbourne. Il s'essaie différents métiers, y compris la prospection d'or et le journalisme. Il travaille également occasionnellement comme architecte. A cette époque, il conçoit par exemple un bâtiment scolaire pour la ville de Steiglitz, qui sera suivi d'un autre en 1858. Il trouve finalement un poste d'architecte à Melbourne.
Au début des années 1860, la Nouvelle-Zélande est fortement influencée par les styles en vogue en Grande-Bretagne. L'architecte Benjamin Mountfort avait déjà réalisé des édifices néo-gothiques dans la province de Cantorbéry. En janvier 1862, Lawsone participe à un appel d'offres pour une église presbytérienne à Dunedin sur l'île du Sud de la Nouvelle-Zélande, sous le pseudonyme de Presbyter et remporte le concours. Il ouvre alors un cabinet d'architecture à Dunedin où il connait un certain succès.
Son design est sélectionné parmi les propositions soumises. En 1862, Lawson a déménagé de Melbourne à Dunedin et a ouvert son propre cabinet d'architecture. La première église a été achevée en 1874 et pendant sa construction, Lawson a été chargé de concevoir d'autres églises, bâtiments publics et résidences dans la région de Dunedin.
Bien qu'une grande partie de ses premiers travaux ait été détruite ou modifiée, un certain nombre de plans et de photographies de l'époque ont survécu. En général, Lawson alterne entre un style classique et néo-gothique tout au long de sa carrière.

### Œuvres néo-gothiques
Comme la plupart des autres architectes de son époque, le travail de Robert Lawson dans le style néo-gothique a été influencé par le travail et la philosophie d'Augustus Pugin. Cependant, il adapta davantage le style architectural prôné par Pugin au culte dépouillé des presbytériens.

#### Première église, Dunedin, 1862

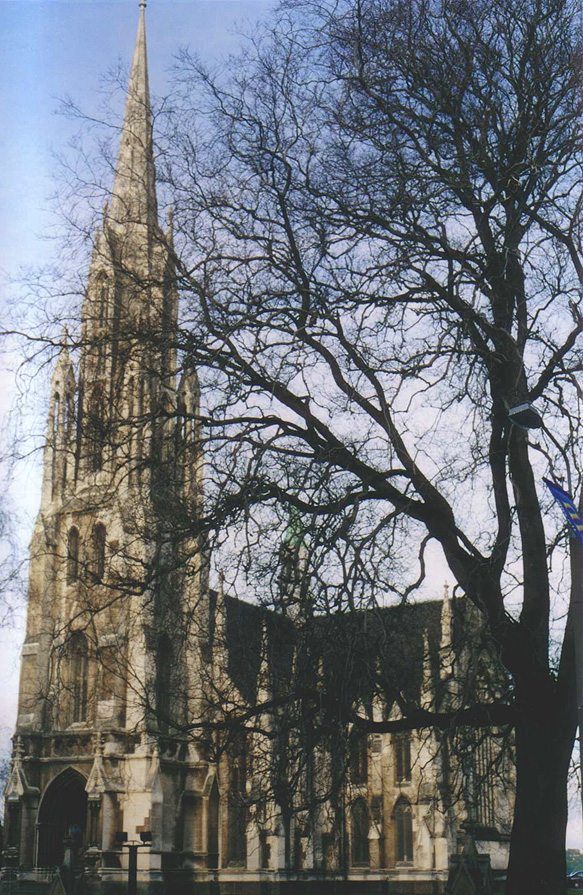
Première église d'Otago à Dunedin

Le début de la construction de la première église a été retardé parce que les autorités de la ville estimaient que la hauteur de la colline sur laquelle l'église se dresserait était un trop grand obstacle à la circulation dans la ville. Le clocher de l'église avec sa hauteur de 54 mètres domine encore aujourd'hui le quartier de Lower Moray Place.

#### Château de Larnach 1871

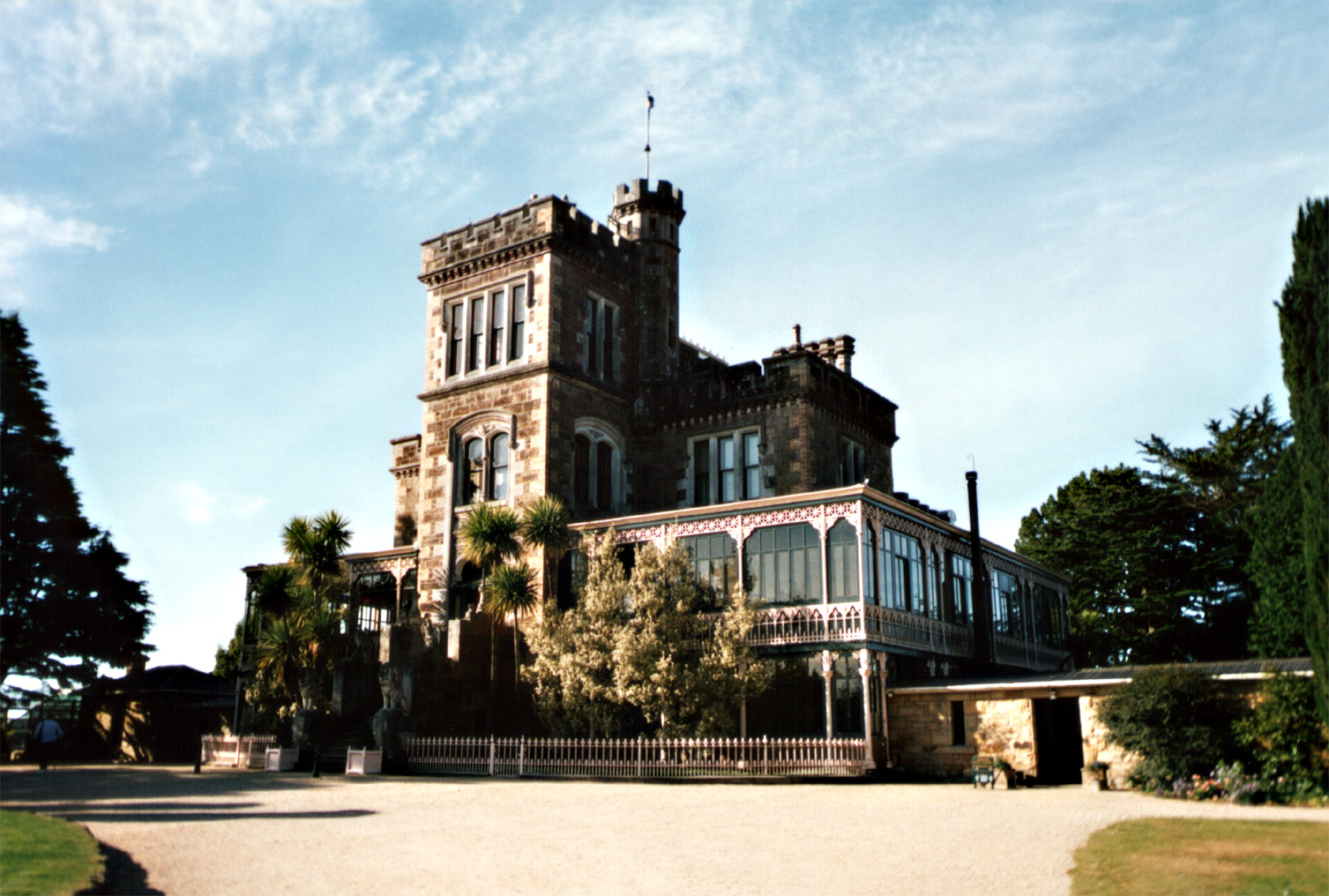
Château de Larnach

Le folklore local prétend que Larnach lui-même a conçu sa villa, sur le modèle de Castle Forbes, la maison de son père à Baroona, en Australie. Ce château Forbes, aujourd'hui disparu, appartenait au grand-père de Larnach.
L'architecture du château de Larnach est parfois appelée style baronnial écossais. Mais ce n'est pas tout à fait vrai; c'est un bâtiment typiquement victorien avec sa combinaison d'une partie centrale rappelant une maison-tour gothique et les vérandas vitrées de chaque côté avec les poutres en fonte.

### Bâtiments classiques
Lawson a construit des bâtiments néoclassiques pour le compte d'agences gouvernementales, d'hôtels ou de banques.

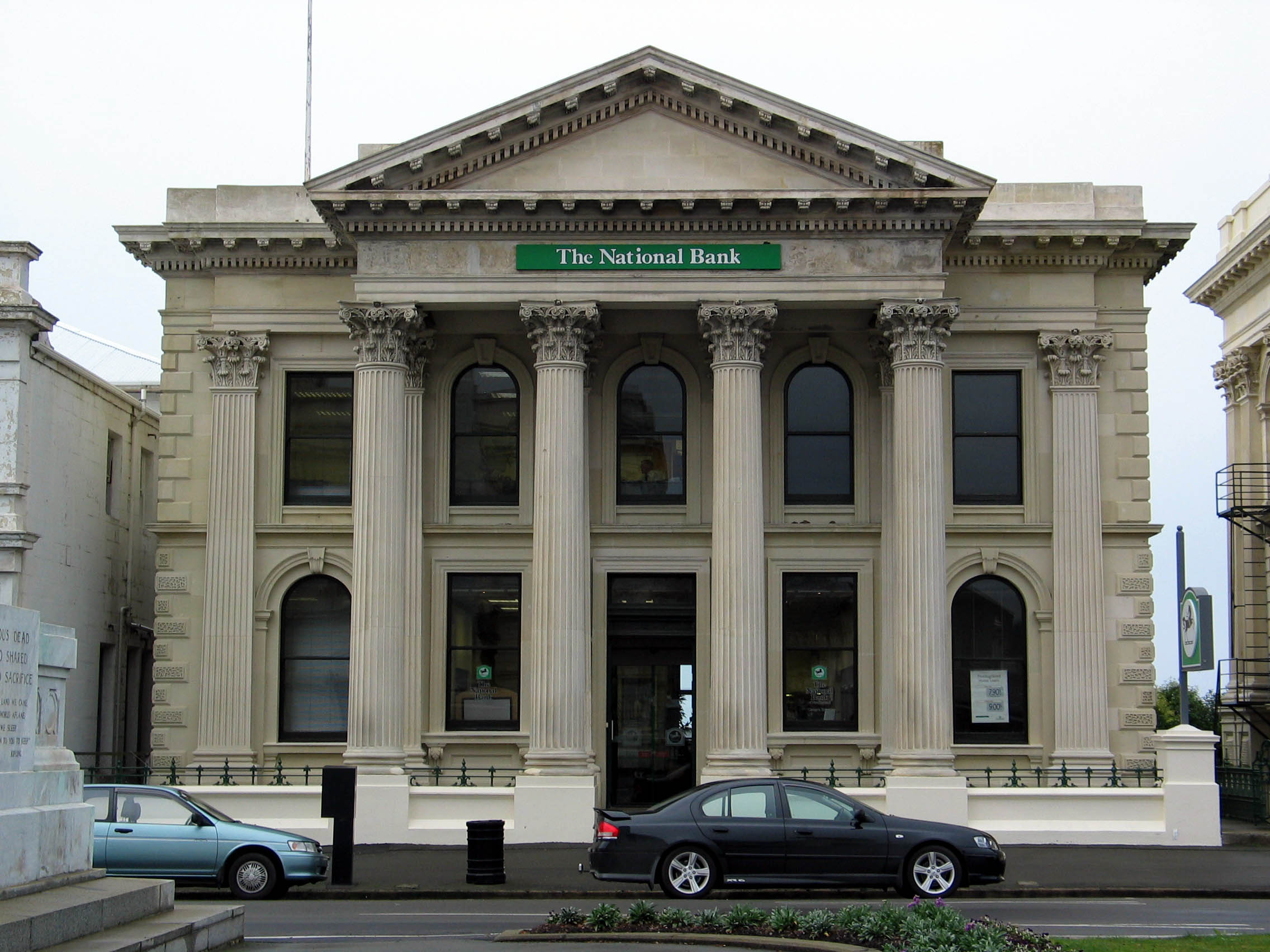
Banque nationale d'Oamaru

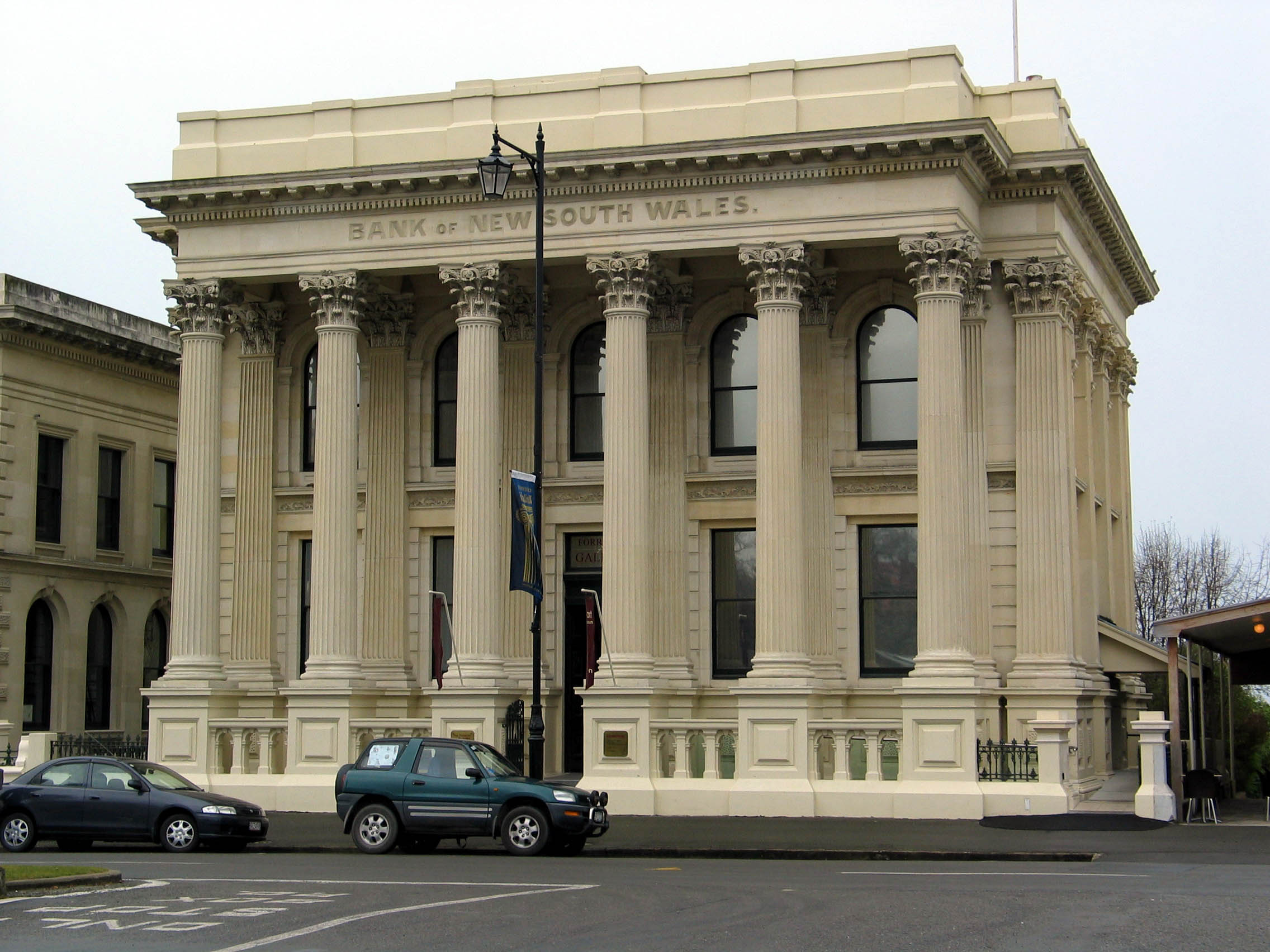
Banque de Nouvelle-Galles du Sud

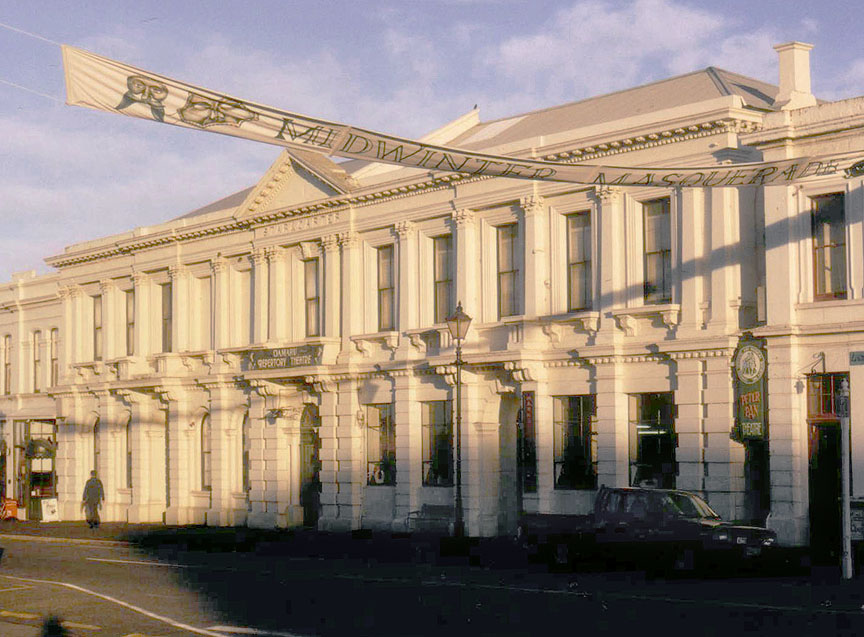
L'ancien hôtel Star and Garter

### LeSeacliff Lunatic Asylum

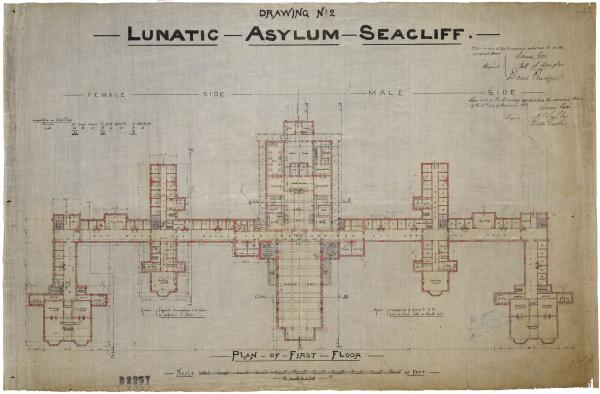
Le plan de l'asile psychiatrique de Seacliff

L'année 1882 représente le point culminant de la carrière de Lawson. Après la mort de l'important architecte néo-zélandais Benjamin Mountfort, qui dominait jusque-là le développement urbain de Christchurch, il se voit confier la conception des salles d'exposition pour l'Exposition universelle, qui devait avoir lieu à Christchurch en 1882. La commande suivante concernait le Seacliff Lunatic Asylum, un sanatorium à 28 km au nord de Dunedin, qui a finalement provoqué la fin de la carrière néozélandaise de Lawson.
Lawson a travaillé de 1874 à 1884 sur la conception et la construction de l'hôpital psychiatrique, qui devait abriter 500 patients et 50 employés. Une fois terminé, le bâtiment aurait été le plus grand de Nouvelle-Zélande. Des photographies anciennes montrent un grand bâtiment grandiose dans un style néo-gothique, rappelant presque Neuschwanstein dans son opulence. Sur le plan architectural, c'était le bâtiment le plus extravagant et le plus exubérant de Lawson.
Avant même que le bâtiment ne soit achevé, les premiers problèmes de structure apparaissent. En 1887, un important glissement de terrain se produit, rendant toute l'aile nord du bâtiment inutilisable. Au début de 1888, une commission d'enquête est chargée de déterminer les causes des dommages à l'édifice et se termine par une action en justice. Lawson a été décrit dans le rapport final comme négligent et incompétent. À la suite de cette affaire, l'architecte retourne à Melbourne en 1890.

### Les dernières années
Après la crise de carrière qu'il a subie à la suite de la débâcle de Seacliff Lunatic Asylum, Lawson a rarement travaillé seul. À Melbourne, il s'associe à l'architecte Frederick Grey. Ensemble, ils ont conçu Earlsbrae Hall, une grande villa néoclassique à Essondon. Ce travail est considéré par certains historiens de l'architecture comme l'un des points forts de l'œuvre de Lawson. On dit souvent que cette villa ressemble à un temple grec.

## Liste des bâtiments réalisés
- École du parc, Dunedin, (1864)
- Première église, Dunedin, (1867-1873)
- Église wesleyenne, Dunedin, (1869)
- Église presbytérienne d'East Taieri[1], (1870)
- Banque nationale, Oamaru [2], (1871)
- Entrepôt Arthur Briscoe & Co., Dunedin, (1872)
- Château de Larnach [3], (1872–75)
- Église de Knox, Dunedin [4], (1874–1876)
- Union Bank (plus tard ANZ Bank), Princes Street, Dunedin, (1874). Le bâtiment est maintenant utilisé comme boîte de nuit.
- Chambres municipales de Dunedin (construction uniquement)
- Asile psychiatrique de Seacliff[5], (1879–1884)
- Brown, bâtiment de la société Ewing, Dunedin, (années 1880)
- Bâtiment de la société Bing Harris, Dunedin, (1881)
- Banque de Nouvelle-Galles du Sud, Oamaru[6], (1883)
- Lycée des garçons d'Otago [7], (1885)
- Église presbytérienne de Tokomairiro, Milton, (1889)
- "Threave" (maison privée), 367 High Street, Dunedin, (1900)
- Église presbytérienne, Hampden
- Le presbytère, Palmerston
- Ancienne caserne de pompiers, Dunedin
- Bâtiment de la Banque de Nouvelle-Zélande, Dunedin
- Opéra, Christchurch
- L'hôtel d'étoile et de jarretière, Oamaru [8]
- École du district sud, rue William, Dunedin, (1864)
- Bureau de poste, Laurent
- Trinity Wesleyan Church (plus tard Fortune Theatre ), Dunedin, (1869)
- Église presbytérienne St Andrew, St Andrew
- Bâtiment de l'Union Bank of Australasia, Dunedin, (1874)
- Salle Earlsbrae, Essendon, VIC, (1890)